# Околиця
Околиця — віддалена від центру частина поселення, передмістя, куток населеного пункту; місцина, що прилягає до чого-небудь чи оточує щось (округа, окіл, околія, окол); віддалена прикордонна область (окраїна). Тип сільського поселення, обгороджений парканом і розташований поблизу більшого села.

## Назва
Загальнослов'янський термін «околиця» означав околиці, округу чи огорожу навколо села. Поселення, що складалося з кількох менших поселень із загальною основною назвою.

## Характеристика
Шляхта зазвичай оселялася в околицях, що підкреслювало станову різницю. У порівнянні із застінками околиці мали складну структуру, пов'язану із більшою заселенністю та тривалою історією формування.
Околиці виникли разом із застінками в наслідку волочної реформи. Після розбиття земельних ділянок, відведених селам, окремі земельні ділянки між межами (стінами) наділів почали передавати дрібній шляхті, іншим людям на службі.
У середні віки відбувалося дарування землі тим, хто був на військовій службі, як винагорода для групи лицарів. Основна одиниця винагороди, наприклад, мазовецьких князів, складала 10 ланів, волоків, на яких припадало близько 160 га землі. Такі винагороди панували на кордонах мазовецьких князівств у XIV столітті, наприклад, винагороди в околицях Коритницького лісу зазвичай включали 10 волоків, також були і набагато більші, наприклад, 30 або 100 волоків для лицарів, які виконували деякі функції при князівському чи королівському дворі, або були урядниками на лицарських поселеннях. Кількість землі на лінідж, однак, не витримала численних поділів, що спричинило її роздробленість і пауперизацію знатного населення, яке мешкало там. Внаслідок збільшення родини, а також поділів відповідно до принципу, що кожен нащадок має право отримати свою частину з колишнього більшого маєтку, це призвело до подрібнення майна в шляхетській околиці (пол. okolica szlachecka), що пов'язана була спочатку з одним власником (як сталося з Мілево-Гаварі або з Тишкі-Ґостери). Спочатку група таких поселень могла належати одній родині, але через шлюби й земельні угоди і т. ін. там пізніше з'явилися представники інших родин шляхти. Такі типи поселень зустрічаються в Мазовії, Підляшші, на Луковській землі, на Новоґрудчині, на Самбірщині тощо. Де донині існують села, населені членами родини з одним прізвищем, предок яких отримав це як винагороду й передав у спадок.
Околиці були найчисленнішими на землях колишнього Великого князівства Литовського, сягаючи далеко за межу Березини та Дніпра (Сожська шляхта і Друтська шляхта). До прикладу у східній Білорусі: Хізи, Святиловичі, Старі Громикі, Богдановичі, Старі Малиничі, Бердиш, Железникі, Любавин, Коротьки, Куракі, Сапогі, Струмень, Ходосовичі, Шепотовичі, Шиловичі тощо.
До прикладу, в Україні в другій половині XVIII століття було відоме на півночі Поділля на вододілі р. Бугу й р. Дністра в Барському старостві мешкання околичної шляхти: Єлтухі, Глазуниці, Волковниці, Радзеєвці, Васютинці, Петрані, Лопатниці, Коростовці, Сербиновці, Степанковці, Поповці, Гальчинці, Буцини (згідно перепису шляхетських околиць 1739 р. число цієї околичної шляхти мало до 230 осіб чоловічої статі, котрі розподілялися серед околиць нерівномірно).